# Desmote antarcticus
Desmote antarcticus — вид війчастих плоских червів родини Umagillidae. Вид поширений в Антарктиці. Паразитує у ротовій порожнині морської лілії Promachocrinus kerguelensis.